# عثة غجرية نمطية
فراشة الغَجَر أو الفراشة الغجرية أو جادوب العذر الذي يشتهر باسم العثة الغجرية، والعثة الغجرية الأوروبية، والعثة الغجرية الأمريكية الشمالية، عبارة عن عثة من عائلة Erebidae ذات الأصل الأوروأسيوي. ونطاقها يغطي أوروبا وإفريقيا وأمريكا الشمالية.
وقد قام لينيوس (Linnaeus) لأول مرة بوصف النوع Lymantria dispar في عام 1758. وقد تغير سبب التصنيف مع مرور السنوات، مما أدى إلى ظهور ارتباك يحيط بتصنيف النوع. وقد أدى ذلك إلى إشارات متعددة لوصف هذا النوع بطرق مختلفة. وقد تنقلت العائلة بين Lymantriidae وNoctuidae وErebidae. وقد تم تصنيف Lymantria dispar dispar على أنه نوع فرعي من Lymantria dispar,
وهذا النوع مصنف على أنه آفة، وتتناول يرقاته أكثر من 300 نوع من أنواع الأشجار والشجيرات والنباتات. وتعد العثة الغجرية واحدة من أكثر الآفات تدميرًا لأشجار الخشب الصلب في شرقي الولايات المتحدة.